# Woznesenka (rejon pokrowski)
Woznesenka (ukr. Вознесенка) – wieś na Ukrainie, w obwodzie donieckim, w rejonie pokrowskim, w hromadzie Kurachowe. W 2001 liczyła 52 mieszkańców.